# Ennest

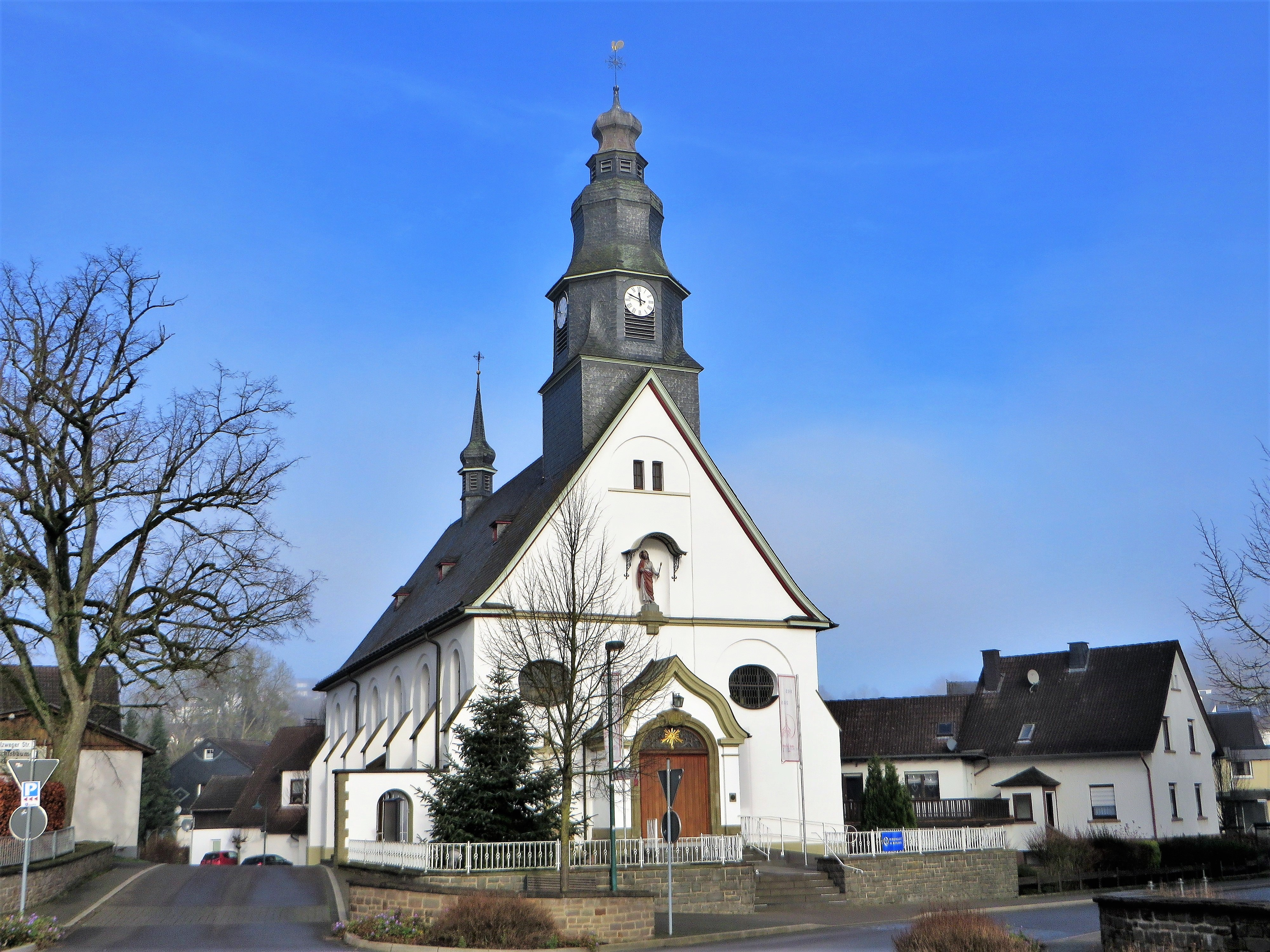
Kath. Pfarrkirche St. Margaretha in Ennest

Ennest ist ein Ortsteil der Stadt Attendorn im Kreis Olpe (Nordrhein-Westfalen) und hat 2.184 Einwohner (Stand 30. Juni 2024).

## Geografie
Das Dorf Ennest liegt nördlich des Kernortes Attendorn. Die Milstenau, ein Nebenfluss der Bigge, fließt nördlich und östlich vom Ort.

## Geschichte
Der Ortsname lässt sich bis in das 12. Jahrhundert zurückverfolgen. Beispielhaft seien genannt, 1175: in uilla que dicitur Ennest, 1214: Bernardus de Endest, 1289: Herbordo de Ennest u. a. Nach einer neueren Untersuchung der Ortsnamen im Kreis Olpe basiert „Ennest“ auf der indogermanischen Wurzel „en-/on-“, die durch das Suffix (unselbständiges Wortbildungselement) „-st-“ erweitert wurde. Diese Kombination mit „-st“ findet sich bei alten Gewässernamen und legt eine Namensdeutung als „fließendes, strömendes Wasser“ nahe.
Politisch gehörte Ennest zum Amt Waldenburg und im Gogericht und Kirchspiel Attendorn zur Bauerschaft Ennest. Ein Schatzungsregister (diente der Erhebung von Steuern) aus dem Jahr 1543 gibt Anhaltspunkte für die damalige Größe des Ortes. Es werden für die Baurschafft Ennest insgesamt 15 Steuerpflichtige genannt, diese Zahl dürfte mit den damals vorhandenen Höfen bzw. Häusern übereingestimmt haben. Die höchsten Abgaben von 2 Goldgulden und mehr entfielen auf Gerd Roelffs, Rutger zu Ennest und Rutger zu Finnentrop.
Im 17. Jahrhundert gab es in Ennest 14 Bauerngüter: „Siepen Gut, Kollen Gut, Rademachers Gut, Suren Gut, Herden Gut, Hoffnagels Gut, Halbfaß Gut, Timmermanns Gut, Raulefs Gut, Korten Gut, Bankstahlen Gut, Fischers Gut, Schulten Gut und Schnüttgens Gut“.
Ab 1819 gehörte Ennest im Amt Attendorn zur Gemeinde Attendorn-Land. 1895 gab es im Ort 52 Gebäude und 320 Einwohner. Schullehrer Kaiser, Gastwirtschaft Johann Vogt. Im Jahre 1936 gab es in Ennest 76 Wohnhäuser mit 92 Haushaltungen und 500 Einwohner. Der Landwirt Josef Siepe war Mitglied im Gemeinderat der Gemeinde Attendorn-Land. Letzter Bürgermeister der Landgemeinde war von 1956 bis zur kommunalen Neugliederung 1969 der Ennester Josef Luke (1908–1994). Danach war er, als die Gemeinde in die Stadt Attendorn eingegliedert wurde, bis 1975 stellvertretender Bürgermeister der Stadt Attendorn und ausgezeichnet mit dem Ehrenring der Stadt.

## Religion
Erstmals wurde in Ennest 1506 eine Kapelle Sent Margreyt to Ennest in einem Zehntregister erwähnt. Baubeginn für die katholische Pfarrkirche St. Margaretha war 1914 auf Veranlassung des Kölner Domkapitulars Alexander Schnütgen. Erbaut als einschiffiges Langhaus mit barocken Einrichtungsgegenständen und einem Turm in Form eines Dachreiters. Einweihung im Jahre 1915. Die Kirche ist ein Attendorner Baudenkmal.

## Wirtschaft
In Ennest befindet sich ein Zweigwerk der Firma Viega GmbH & Co. KG, eines international tätigen Familienunternehmens im Bereich Sanitär- und Heizungstechnik.
Zwischen dem Industriegebiet Ennest, Heggen und dem Ahauser Stausee liegt der Flugplatz Attendorn-Finnentrop, der als ein Sonderlandeplatz klassifiziert und für Flugzeuge bis 2.000 kg zugelassen ist.

## Kultur
Das Sinfonische Blasorchester des Musikzuges der Freiwilligen Feuerwehr Ennest von 1948 ist das größte seiner Art in Deutschland. Es besteht sowohl aus Holz- wie auch aus Blechbläsern. Es wurde eine Reihe von CDs eingespielt.